# Reichsreform (Heiliges Römisches Reich)

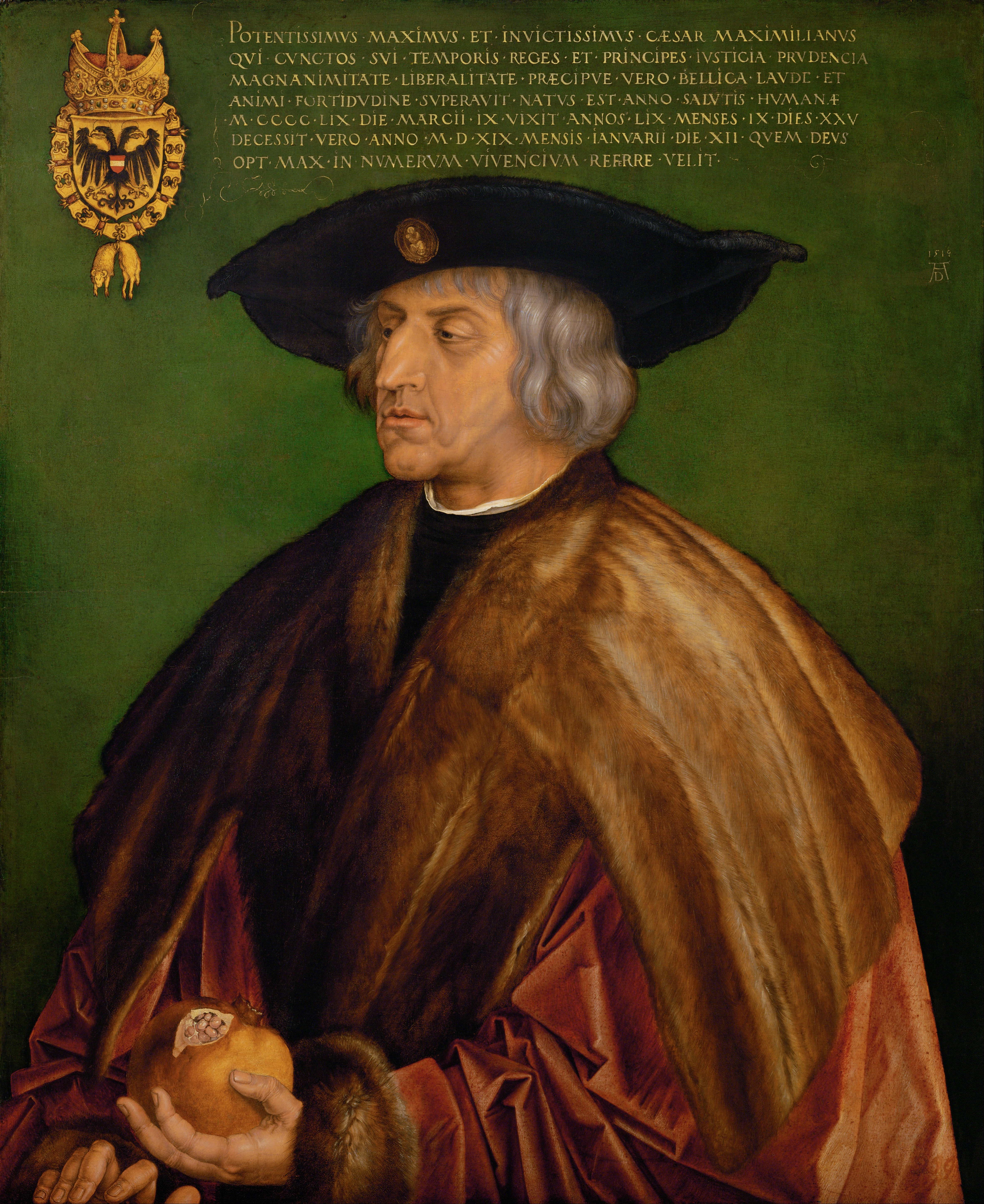
Maximilian I. war einer der wichtigsten Initiatoren der Reichsreform
Gemälde von Albrecht Dürer

Die Reichsreform war der im 15. und 16. Jahrhundert wiederholt unternommene Versuch, Struktur und Verfassungsordnung des Heiligen Römischen Reiches den Erfordernissen des frühmodernen Staats anzupassen, ihm eine einheitliche Regierung entweder unter ständischer oder kaiserlicher Vorherrschaft zu geben und die herrschende Rechtsunsicherheit zu beseitigen.
Die Reformbestrebungen zielten vor allem darauf ab, die Machtbalance zwischen Kaiser und Reich neu zu justieren. Während das Herrscherhaus der Habsburger, die Reichsritterschaft sowie die Freien und Reichsstädte eine Stärkung des Kaisertums anstrebten, suchten die Landesfürsten dessen Zentralgewalt eher zu schwächen. Die widerstrebenden Ziele führten dazu, dass das fürstliche Reichsregiment ebenso Episode blieb wie die Einführung einer allgemeinen Reichssteuer, des Gemeinen Pfennigs. Bleibende Ergebnisse der Reichsreform waren dagegen der Ewige Landfriede von 1495, die Einrichtung des Reichskammergerichts im selben Jahr sowie die Schaffung der Reichskreise 1500 und 1512 als übergeordnete, territoriale Verwaltungseinheiten. Einen gewissen Abschluss fanden die Bemühungen um eine Reichsreform mit den Beschlüssen des Augsburger Reichstags von 1555 etwa zur Reichsexekutionsordnung.

## Vorgeschichte

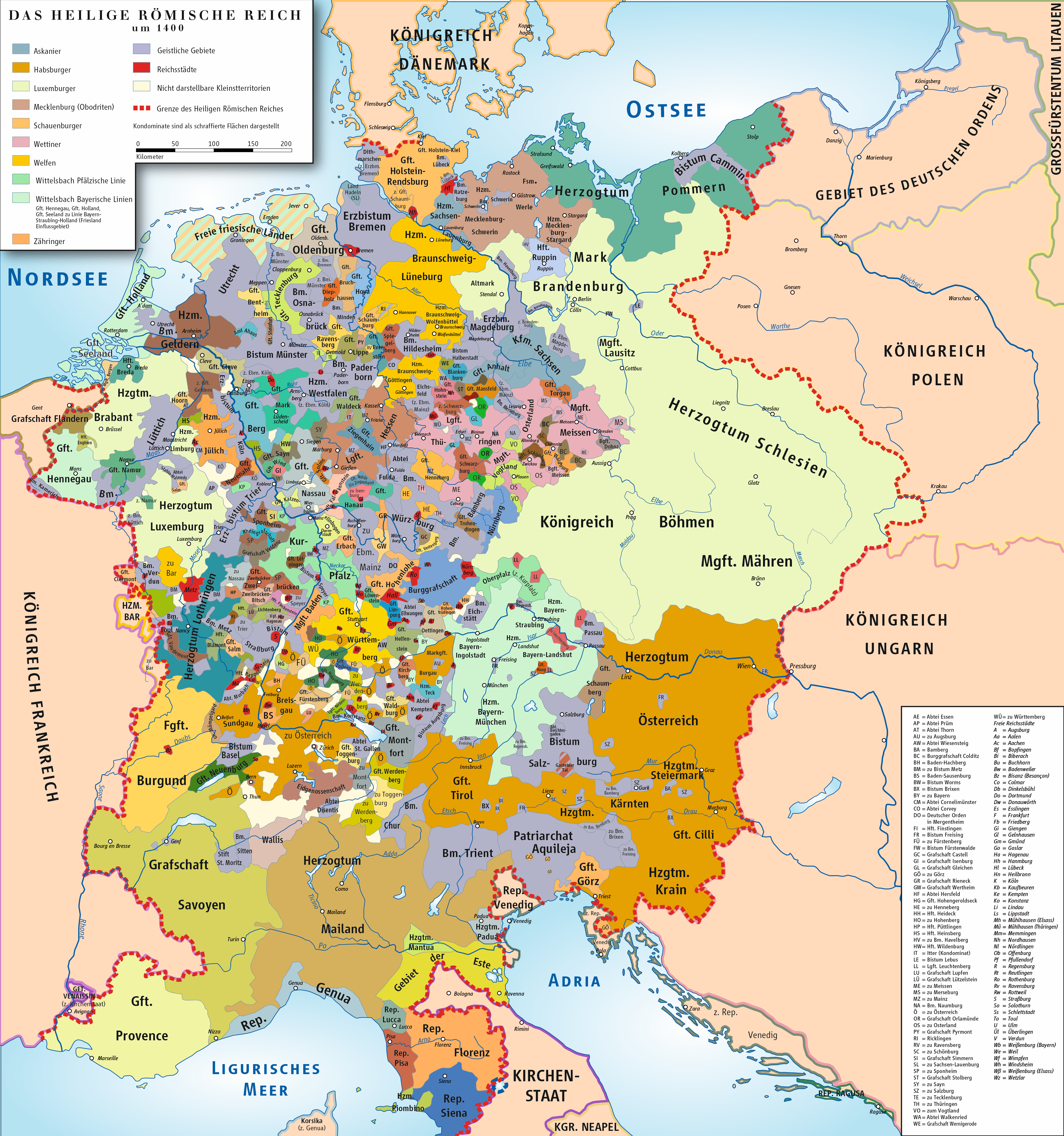
Die Territorien des Reichs um 1400

Anders als etwa den Königen Frankreichs oder Englands war es den römisch-deutschen Kaisern seit dem Hochmittelalter nicht gelungen, die wichtigsten Souveränitätsrechte des Staates in ihrer Hand zu vereinigen. Vielmehr waren das Recht zur Steuererhebung, die Hochgerichtsbarkeit, das Münzrecht, das Befestigungsrecht und viele weitere Regalien im Laufe der Zeit von ihnen auf die Reichsfürsten und Freien Reichsstädte übergegangen.
Daher erfolgte die allmähliche Herausbildung des frühmodernen Staates in Deutschland nicht auf der Ebene des Reichs, sondern auf derjenigen der einzelnen Landesherrschaften. Maßgeblich für die Entwicklung waren u. a. die Statuten Friedrichs II. zugunsten der Fürsten im 13. und die Goldene Bulle Karls IV. im 14. Jahrhundert. Seit dem Interregnum von 1250 bis 1273 besaß auch der jeweilige Kaiser nur noch so viel Einfluss auf die Reichspolitik, wie seine eigene Machtbasis als Landesherr, seine Hausmacht, sie ihm erlaubte. Ein einheitliches Handeln des Reichs war zu Beginn der Frühen Neuzeit nur noch dann möglich, wenn es dem Kaiser gelang, auf einem Reichstag die Zustimmung der drei Kollegien der Kurfürsten, der Reichsfürsten und der Freien Städte zu einem bestimmten Beschluss zu erlangen. Dies war aufgrund ihrer divergierenden Interessen aber kaum noch möglich.
Da das Reich weder über nennenswerte Einnahmen noch über ein eigenes Heeresaufgebot verfügte und die einzelnen Reichsstände auch ihre jeweils eigene Bündnispolitik betrieben, war ein gemeinsames Auftreten gegenüber fremden Staaten kaum möglich. Das Reich konnte als solches nur sehr eingeschränkt Außenpolitik betreiben. Das Problem der mangelnden Handlungsfähigkeit wurde im 15. Jahrhundert – unter anderem aufgrund der Hussitenkriege – auch den ansonsten auf ihre Libertät bedachten Reichsfürsten als solches bewusst.

## Erste Versuche einer Reichsreform

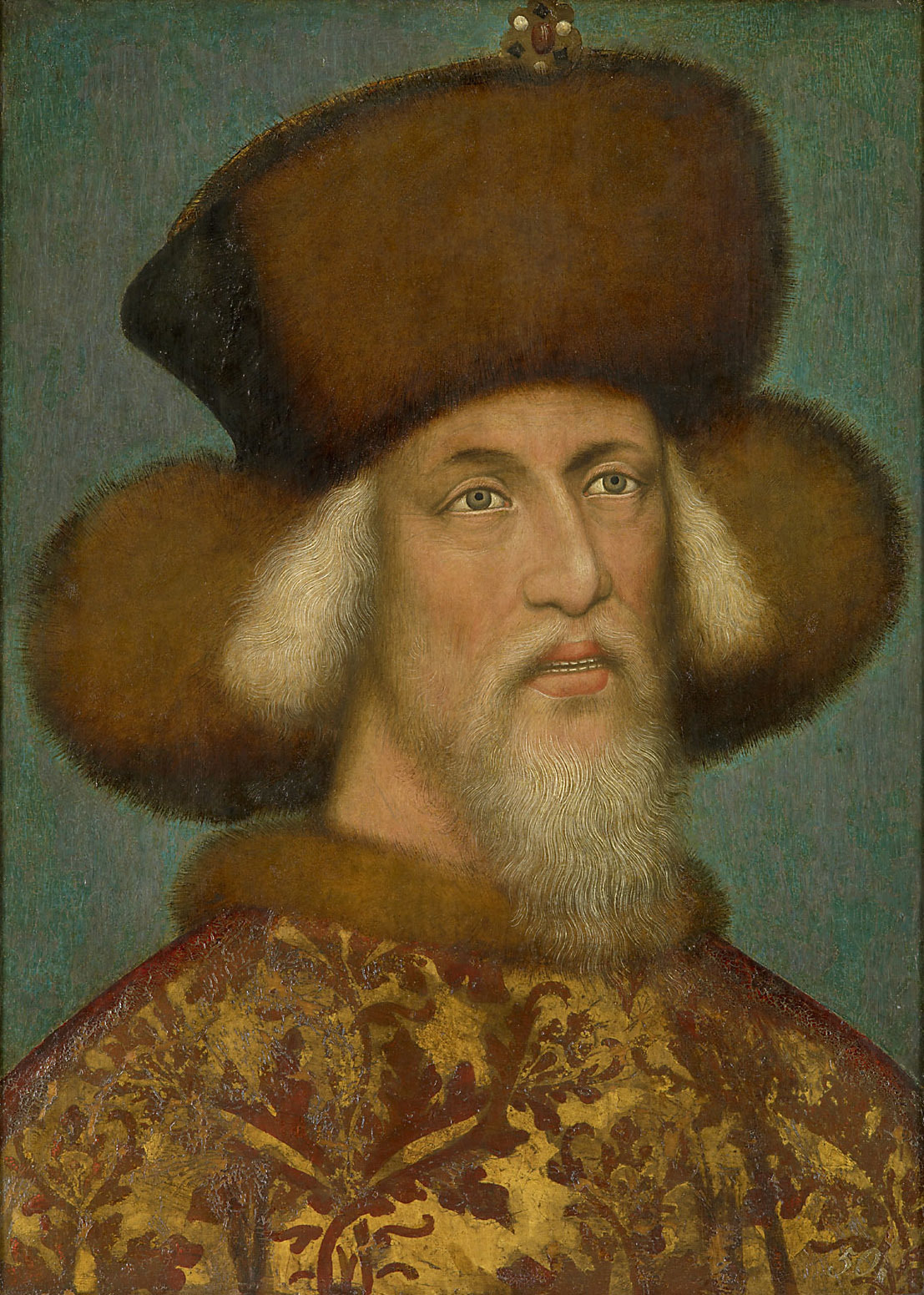
Zur Zeit Kaiser Sigismunds aus dem Haus Luxemburg kam es zu ersten Ansätzen einer Reichsreform

In den Jahren 1434 bis 1438 unternahmen die Reichstage in Eger (1437) und Nürnberg (Juli und Oktober/November 1438) erste Versuche zu einer Reichsreform, mal auf Initiative Kaiser Sigismunds, mal auf die der Kurfürsten. Es wurde ein Fehdeverbot, eine Neuregelung des Münz- und des Geleitrechts und eine Kreiseinteilung des Reiches diskutiert. Alle Vorschläge scheiterten aber an den gegensätzlichen Interessen von Kaiser und Reichsfürsten.
Beide strebten zwar eine funktionstüchtigere Gesamtregierung des Reichs an, aber jeweils unter gegensätzlichen Vorzeichen. Der Kaiser war an einer Stärkung seiner Zentralgewalt interessiert, die Fürsten dagegen an einer kollegialen, ständischen Führung, an der sie mitwirken konnten. In der Publizistik jener Zeit, etwa in Schriften wie der „Reformatio Sigismundi“, zeigt sich, dass die gebildeten Stände, die die kleinen Territorialherrschaften der Grafen und Freiherren sowie der Reichsritterschaft, aber auch die Reichsstädte und die kleinen geistlichen Territorien repräsentierten, eine starke Machtposition des Kaisers unterstützten, da sie sich von ihr einen besseren Schutz gegen die Ansprüche der Landesfürsten versprachen. Die Kaiser selbst, die seit Sigismunds Nachfolger Albrecht II. fast nur noch aus dem Haus Habsburg stammten, betrieben Reichspolitik aber in der Regel nur insoweit, wie es ihrer eigenen Hausmacht dienlich war.

## Die Reformen seit 1495
Eine Wiederbelebung erfuhr der Reformgedanke unter dem späteren Kaiser Maximilian I. Er suchte nach 1477 die Unterstützung des Reichs, da er seit der Heirat mit Maria von Burgund deren Erbe gegen die Ansprüche des französischen Königs verteidigen musste und das Vordringen der Türken auf dem Balkan auch die habsburgischen Besitzungen im Südosten des Reichs bedrohte.
Auf dem Wormser Reichstag von 1495 verlangte er von den Reichsständen nicht nur die Bewilligung einmaliger Geldzahlungen, sondern die Einführung einer allgemeinen, regelmäßig zu erhebenden Reichsteuer und die Stellung von Truppenkontingenten. Die Reichsfürsten zeigten sich dazu auch bereit, allerdings nicht ohne Gegenleistung.

### Reichsregiment
Unter dem Reichsregiment versteht man eine 1495 von den Reichsständen erstmals geforderte ständige Reichsregierung als Gegengewicht zum Herrschaftsanspruch des Kaisers. Das Reichsregiment wurde 1500 verwirklicht und bestand mit Sitz in Nürnberg bis 1502. Karl V. gestand den Reichsständen in seiner Wahlkapitulation erneut die Einrichtung eines Reichsregiments zu, das 1521 bis 1530 eine starke Wirksamkeit entfalten konnte.
Wortführer der Reichsstände bei der Forderung nach einem Reichsregiment war der Erzbischof und Kurfürst von Mainz Berthold von Henneberg. Als zentrales Projekt der Reichsreform verlangte er die Einführung eines Reichsregiments unter Beteiligung der bedeutendsten Fürsten. Die Aufgabe dieses neuen Gremiums sollte es sein, die Finanzen, die Verteidigung und Kriegsführung sowie die Außenpolitik des Reichs zu überwachen. Es war gedacht als ständiger Ausschuss, der anstelle des schwerfälligen und nur sporadisch zusammentretenden Reichstages die Regierungsgeschäfte übernehmen sollte, und zwar gemeinsam mit dem Kaiser, der im Reichsregiment nur den Ehrenvorsitz führen sollte.
Dies stellte eine erhebliche Beeinträchtigung der kaiserlichen Macht dar. Dennoch stimmte Maximilian der Bildung des neuen Kollegiums widerstrebend zu, da er für seine Kriege die Unterstützung der Fürsten benötigte. Er zögerte die Bildung des Reichsregiments möglichst lange hinaus. Erst nachdem der Reichstag zu Augsburg im Jahr 1500 auch seine Zustimmung zu einer Reichsmiliz gegeben hatte, berief er das Gremium tatsächlich ein. Diesem gehörten neben ihm selbst 20 Vertreter der Fürsten und Freien Reichsstädte an. Die Uneinigkeit der Fürsten untereinander und Maximilians Abneigung gegen das Reichsregiment führten jedoch schon 1502 wieder zu dessen Auflösung. Ein zweiter Versuch unter Kaiser Karl V. in den Jahren 1521 bis 1531 scheiterte ebenfalls.

### Gemeiner Pfennig
Ein weiterer Beschluss des Reichstags von 1495 betraf die erstmalige Bewilligung einer allgemeinen Reichssteuer: Der Gemeine Pfennig sollte von jedem einzelnen Untertanen des Reiches über 15 Jahre alljährlich direkt an den Kaiser abgeführt werden. Die Reichssteuer wurde nach Höhe des Vermögens gestaffelt.
Der Gemeine Pfennig gab dem Reich erstmals die finanziellen Mittel für eine eigenständige Politik ohne die Unterstützung der Landesfürsten an die Hand. Seine Erhebung traf jedoch von Beginn an auf zum Teil erbitterten Widerstand. Die Schweizer Eidgenossen, die in der habsburgischen Macht seit je her eine Bedrohung sahen, verweigerten die Zahlung sogar ganz. Nach ihrem Sieg im Schwabenkrieg 1499 wurden sie von der Reichssteuer befreit und schieden de facto aus dem Reichsverband aus, auch wenn sie ihre volle staatsrechtliche Unabhängigkeit erst im Laufe des 17. Jahrhunderts erlangten. Die Reichsbehörden und die Reichskriege wurden in der Frühen Neuzeit durch Beiträge der einzelnen Reichsstände finanziert.

### Ewiger Landfriede und Reichskammergericht

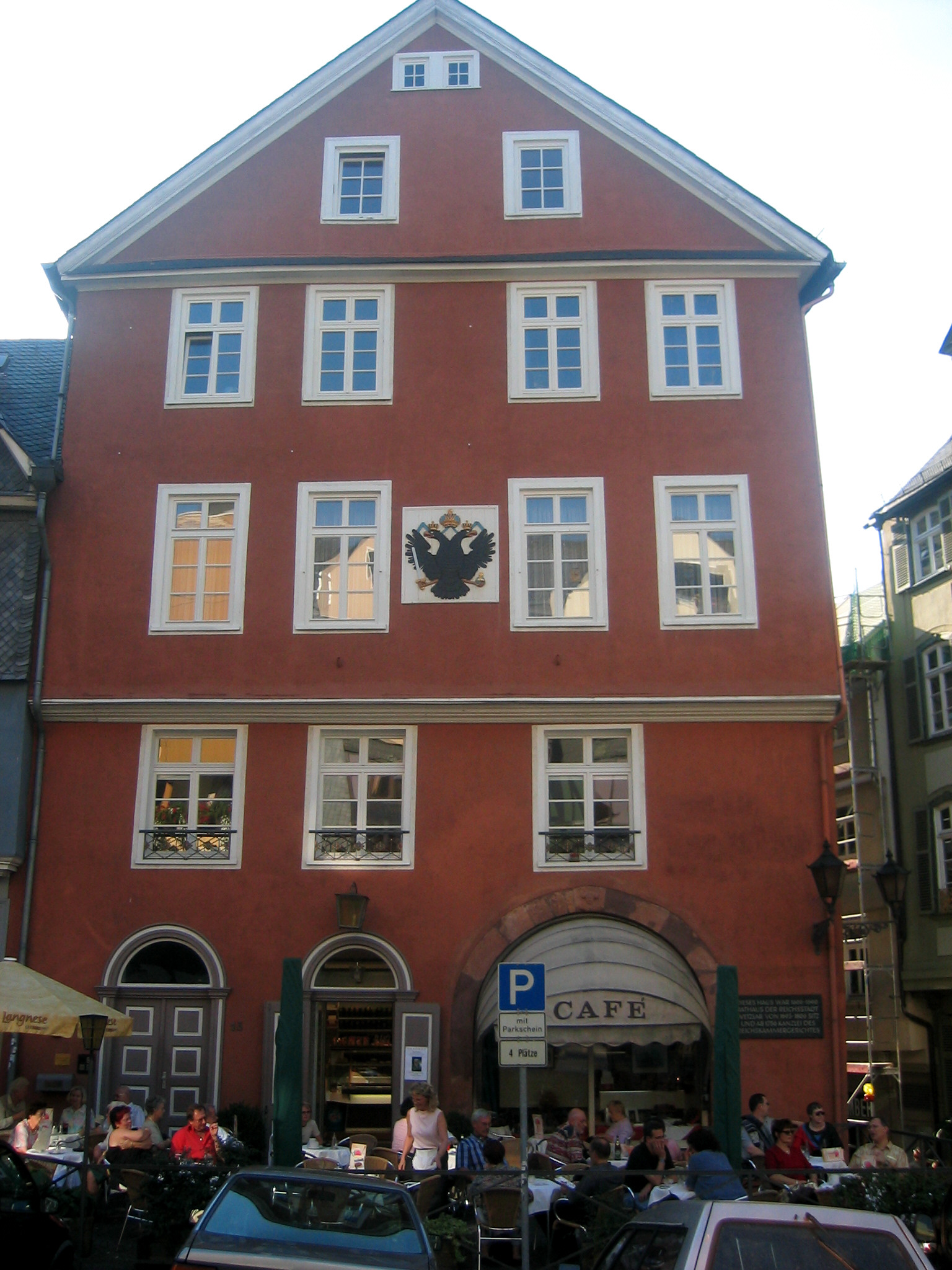
Wetzlar, Sitz des Reichskammergerichts

Eine weitere Forderung der Fürsten war die nach der Beendigung des Fehdewesens im ganzen Reich. Die gewaltsame Konfliktlösung sollte durch juristische Verfahren ersetzt werden. Der Reichstag zu Worms rief daher 1495 einen Ewigen Landfrieden aus. Er beendete zwar nicht sofort alle Fehden, setzte sich aber langfristig durch.
Zur Überwachung des Landfriedens rief der Reichstag, ebenfalls auf Betreiben der Fürsten, das Reichskammergericht ins Leben.
Es tagte zunächst in Frankfurt am Main, seit 1527 in Speyer und seit 1693 in Wetzlar. Die Rechtsprechung in letzter Instanz hatte bis dahin allein beim Kaiser gelegen. Allerdings war die Ausführung der kaiserlichen Urteile regelmäßig am Widerstand der Landesherren gescheitert, wenn sie ihren Absichten zuwiderliefen. Dennoch lag es nicht in Maximilians Interesse, dass die höchste richterliche Gewalt im Reich nun bei einer festen Einrichtung liegen sollte, die von der Person des Kaisers losgelöst war. Er gründete daher 1498 den allein ihm unterstellten Reichshofrat. Dieser bildete bis zum Ende des Alten Reiches 1806 neben dem Reichskammergericht die letzte Berufungs- und Appellationsinstanz in Deutschland. Die Ermöglichung von Untertanenprozessen vor beiden Reichsgerichten trug seit der Mitte des 16. Jahrhunderts entscheidend zu friedlichen Konfliktlösungen im Reich bei.

### Reichskreise

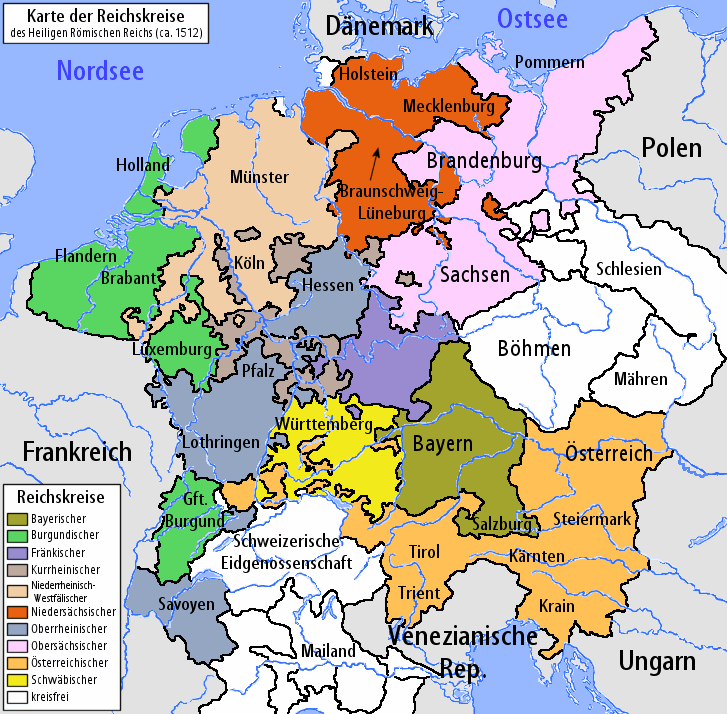
Karte der Reichskreise im Jahre 1512 vor der Reichsreform durch Maximillian I.

Karte der Reichskreise im Jahre 1560 nach der Reichsreform

Reichskreise wurden ab 1500 im Zuge der Reichsreform König Maximilians I. als übergeordnete territoriale Einheiten zur Verbesserung der allgemeinen Reichsverwaltung geschaffen. Sie beinhalteten zumeist mehrere Landesherrschaften, jedoch zunächst nicht die Kurfürstentümer, die erst auf dem Reichstag zu Worms 1521 hinzukamen. Im späteren Rheinland waren der burgundische, der kurrheinische, der niederrheinisch-westfälische und der oberrheinische Reichskreis vertreten. Der niederrheinisch-westfälische und der oberrheinische Reichskreis wurden bereits 1500 gebildet, 1512 kamen der kurrheinische, der unter anderem Kurköln und Kurtrier umfasste, und der burgundische Reichskreis hinzu. Somit wurden 1512 die ursprünglichen sechs Reichskreise auf zehn erweitert, als die neuen Funktionen eine flächendeckendere Erfassung des Reichs nötig machten. Ausgenommen von der Kreiseinteilung waren nur die Schweizer Kantone, Reichsitalien und die Länder der Böhmischen Krone.
Sollten die Reichskreise zunächst nur als Wahlbezirke für das Reichsregiment dienen, so kamen später weitere Funktionen hinzu: Sie hatten die Aufsicht über das Münzwesen, mussten jeweils Armeekontingente für die Reichsarmee aufstellen oder unterhalten und Urteile des Reichskammergerichts vollstrecken. Des Weiteren waren sie für die Durchsetzung des Landfriedens von 1521 zuständig.
Beschlussorgan innerhalb des Reichskreises war der sogenannte Kreistag, zu dem jede Herrschaft, unabhängig von ihrer Größe, einen Vertreter schickte. Dieses Organ wählte den Kreisobristen, der dem Militär vorstand und für die Sicherung des Landfriedens zuständig war. Das höchste Amt war jedoch das des Kreisausschreibenden, ein politisches Amt, welches schnell in den meisten Kreisen erblich und meist von einem geistlichen und einem weltlichen Fürsten gemeinsam ausgeübt wurde.

## Ergebnis der Reichsreform
Die Reichsreform blieb am Ende Stückwerk. Die Reichskreise und das Reichskammergericht waren die einzigen Institutionen, die auf Dauer aus ihr hervorgingen. Auf strafrechtlichem Gebiet kann man zu diesen Bestrebungen den Ewigen Landfrieden von 1495 und die Constitutio Criminalis Carolina von 1532 zählen. Es erwies sich, dass die Formierung des frühmodernen Staats in den einzelnen Fürstentümern und Herrschaften des Reichs schon zu weit fortgeschritten war, als dass sie noch einmal zugunsten des Kaisertums hätte zurückgedrängt werden können. Andererseits waren auch die Kaiser nicht bereit, zugunsten einer ständischen Zentralregierung auf ihre Machtbefugnisse zu verzichten.
Der Gemeine Pfennig war nach vier Jahren wie vereinbart ausgelaufen. Die an den Reichsschatzmeister geflossenen Steuergelder in Höhe von nur 43.254 Gulden (Schmid, Gemeiner Pfennig, 571) hatten die Erwartungen von ca. zwei Millionen Gulden bei weitem nicht erfüllt.
Alle Versuche, eine starke kaiserliche Zentralmacht gewaltsam zu erzwingen, scheiterten. Die erste Möglichkeit dazu ergab sich für Karl V. nach seinem Sieg im Schmalkaldischen Krieg 1548. Auf dem Geharnischten Reichstag diktierte er den Reichsständen das Augsburger Interim, die Regelung der Religionsfrage weitgehend im katholischen Sinne. Gegen diese Machtdemonstration formierte sich sofort eine Opposition sowohl katholischer als auch protestantischer Fürsten, die 1552 im Fürstenaufstand gipfelte. Mehr als 70 Jahre später überspannte auch Ferdinand II. nach den ersten Siegen Wallensteins im Dreißigjährigen Krieg seine Ambitionen. Es bildete sich eine starke Koalitionen deutscher und ausländischer Mächte, die alles daran setzten, die Ausdehnung der kaiserlichen Macht auf ganz Deutschland zu verhindern.